# Limeray
Limeray település Franciaországban, Indre-et-Loire megyében. Lakosainak száma 1261 fő (2022. január 1.). Limeray Saint-Ouen-les-Vignes, Cangey, Chargé és Pocé-sur-Cisse községekkel határos.

## Népesség
A település népességének változása:
| Lakosok száma | 896  | 910  | 972  | 1055 | 1246 | 1280 | 1308 | 1278 | 1263 | 1261 |
|               | 1968 | 1982 | 1990 | 2006 | 2013 | 2015 | 2017 | 2019 | 2020 | 2022 |